# Uniparentale Disomie

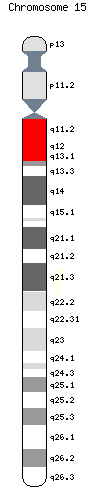
Karte des Chromosoms 15. Wenn der rot markierte Bereich nicht in väterlicher und mütterlicher Kopie vorliegt kommt es zu PWS oder AS.

Bei einer Uniparentale Disomie (UPD) stammen beide Chromosomen eines homologen Chromosomenpaares von einem Elternteil. Diploide Organismen, zu denen auch alle Säugetiere zählen, erhalten in der Regel einen kompletten Chromosomensatz vom Vater und einen von der Mutter. Bei der uniparentalen Disomie kommen jedoch beide Chromosomen eines Chromosomenpaars vom selben Elternteil. 
Das Phänomen wurde bekannt, weil beim Menschen eine uniparentale Disomie des Chromosom 15 das Prader-Willi-Syndrom (mit mütterlicher Disomie) oder das Angelman-Syndrom (mit väterlicher Disomie) verursacht. Durch Imprinting (Prägung) wird ein Bereich auf diesem Chromosom in der Keimbahn von Mutter und Vater unterschiedlich markiert. In der Folge werden die Bereiche auf dem mütterlichen und väterlichen Chromosom während der Entwicklung des Kindes unterschiedlich abgelesen. Bei einer Disomie fehlt demnach ein Teil der normalen Expression, so dass es zu den genannten Syndromen kommt. 
Auch bei einer Sonderform des Pseudohypoparathyreoidismus Typ 1b kommt es zu einer uniparentalen Disomie, wobei das Chromosom 20 mit der Alpha-Untereinheit des G-Protein-gekoppelten Rezeptor des Parathormons betroffen ist.
Als häufigste Ursache für die Entstehung einer UPD wird ein doppeltes Vorhandensein eines Chromosoms in der Eizelle vermutet, was zu einer trisomen Zygote führt. Durch die Korrektur der Trisomie kann es zu einem disomen Embryo kommen.
Werden beide Chromosomen eines Elternteils weitergegeben, spricht man von Heterodisomie. Ist dasselbe Chromosom zweifach vorhanden, wird dies als Isodisomie (Allele identisch) bezeichnet. 
Die Diagnose kann mittels Mikrosatelliten-Marker auf dem vermuteten Chromosom oder Genabschnitt erfolgen. 